# Cameronium
Cameronium is een geslacht van kevers uit de familie van de kortschildkevers (Staphylinidae).

## Soorten
- Cameronium flavipenne Cameron, 1944
- Cameronium gomyi Pace, 1985
- Cameronium lamuense Pace, 1994
- Cameronium obockianus (Fauvel, 1905)
- Cameronium sonorensis Moore, 1964